# Dasyllis albicollis
Dasyllis albicollis là một loài ruồi trong họ Asilidae. Dasyllis albicollis được Bigot miêu tả năm 1878. Loài này phân bố ở vùng Tân nhiệt đới.